# Tengermelléki járás

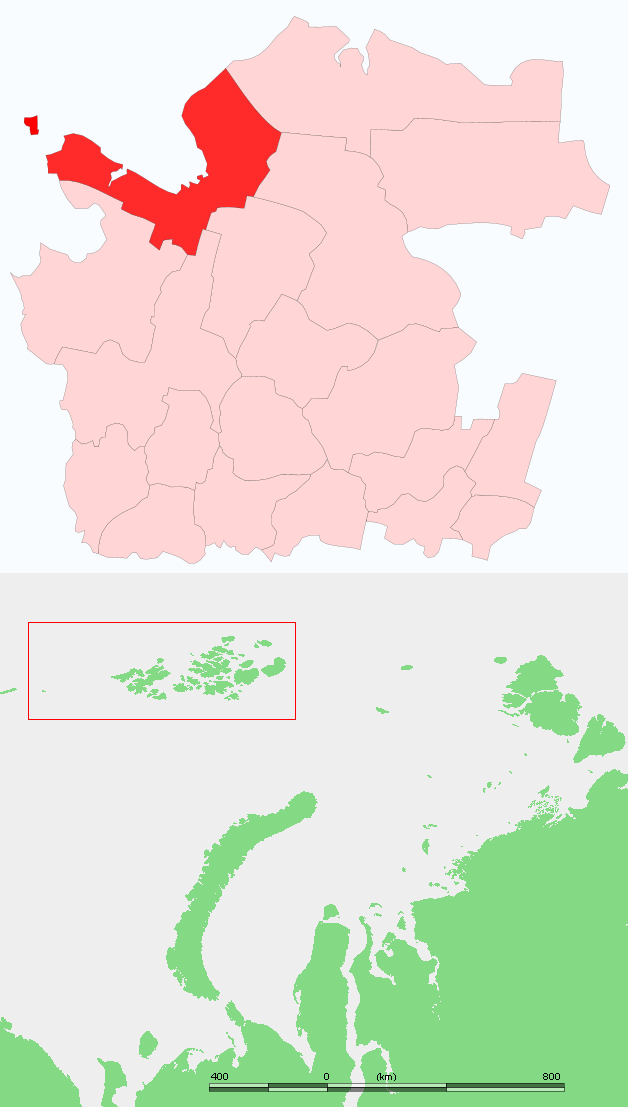
A Tengermelléki járás az Arhangelszki területen

A Tengermelléki járás (oroszul Приморский муниципальный район) Oroszország egyik járása az Arhangelszki területen. Székhelye Arhangelszk.

## Népesség
- 1989-ben 31 813 lakosa volt.
- 2002-ben 29 365 lakosa volt.
- 2010-ben 25 466 lakosa volt.